# Henry Jamison Handy

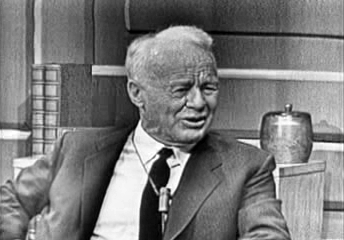
Henry Jamison Handy (1966)

Henry Jamison „Jam“ Handy (* 6. März 1886 in Philadelphia; † 13. November 1983 in Detroit) war ein US-amerikanischer Schwimmer. Er war Olympiadritter 1904.

## Karriere
Henry Jamison Handy studierte kurz an der University of Michigan. Er trat außerdem für den Chicago YMCA, den Chicago AA und den Illinois AC an. Als Mitarbeiter der Chicago Tribune trainierte er morgens um 3 Uhr, wenn die Zeitung fertig war. Um diese Zeit war er allein im Schwimmbad und konnte neue Dinge ausprobieren, ohne dass andere davon vor dem Wettkampftag etwas mitbekamen. Er erfand eine eigene Atemtechnik für Schwimmer, unterschiedliche Beinschläge für verschiedene Renndistanzen und eine andere Schlagtechnik im Rückenschwimmen. Handy war der erste, der Markierungen auf dem Beckenboden anbrachte, damit er sich auch unter Wasser orientieren konnte.
Als Schwimmer nahm Handy an den Olympischen Spielen 1904 in St. Louis teil. Er belegte den dritten Platz über 440 Yards Brust. Über 880 Yards Freistil wurde er Sechster. Außerdem nahm er an Handicap-Wettbewerben teil, die aus heutiger Sicht nicht zum olympischen Programm zählten. Ab 1907 war Handy dreimal in Folge Meister der Amateur Athletic Union auf der Langstrecke. Nachdem er seine Karriere als Wettkampfschwimmer beendet hatte, spielte er Wasserball. 1924 gehörte er zum erweiterten Kader für die Olympischen Spiele.
Handy war der erste, der Unterwasserfilmaufnahmen zur Stilkorrektur und Technikanalyse benutzte. Er gründete später die Firma Jam Handy Corporation, die Lehr- und Trainingsfilme produzierte. Diese Filme befassten sich nicht nur mit dem Schwimmsport, sondern beispielsweise auch mit dem Autofahren.
1965 gehörte Handy zu den ersten 21 Personen, die in die International Swimming Hall of Fame (ISHOF) aufgenommen wurden. Handy war der letzte lebende Medaillengewinner der Olympischen Spiele 1904.